# Час Икс (телепередача)
«Час Икс», также «Час X» (англ. Zero Hour) — канадско-британский документальный телевизионный сериал, который транслировался на телеканалах «History Channel» в США и Канаде и «BBC» в Великобритании. Также была показана на телеканалах «Seven Network» (Австралия) и «Discovery Channel» (Россия, Африка, Азия, Новая Зеландия, Бразилия и Нидерланды).
Телепередача фокусируется на пересказе деталей различных катастроф и происшествий, которые разворачиваются менее чем за час.
Некоторые эпизоды были частично подвергнуты цензуре. Одним из примеров является эпизод о стрельбе в школе «Колумбайн» — в нём были вырезаны некоторые сцены (с интенсивным насилием, нецензурной лексикой и расистскими оскорблениями), когда серия транслировалась на «Discovery Channel».
С 1 сентября 2014 года до 1 марта 2016 года все эпизоды были доступны для просмотра на «Netflix».

## Список эпизодов

### 1 сезон (2004)
| # | Название                                                      | Катастрофа                            |
| --- | ------------------------------------------------------------- | ------------------------------------- |
| 1 | «Чернобыльская катастрофа» «Disaster At Chernobyl»            | Авария на Чернобыльской АЭС           |
| 26 апреля 1986 года Чернобыльский атомный реактор №4 взорвался с разрушительными последствиями. По оценкам, во всём мире насчитывалось в общей сложности 4000 случаев смерти от радиационного облучения                                           |                                                               |                                       |
| 2 | «Последний час полёта рейса 011» «The Last Hour of Flight 11» | Рейс American Airlines 011            |
| 11 сентября 2001 года самолёт American Airlines был угнан и врезался в Северную башню Всемирного торгового центра в Нью-Йорке, став первой частью терактов 11 сентября.                                                                           |                                                               |                                       |
| 3 | «Бойня в школе „Колумбайн“» «Massacre at Columbine High»      | Массовое убийство в школе «Колумбайн» |
| 20 апреля 1999 года два подростка из школы «Колумбайн» (штат Колорадо) убили 12 учеников и 1 учителя в школе и ранили 24 других студентов (21 прямой стрельбой), прежде чем покончить с собой.                                                    |                                                               |                                       |
| 4 | «Террор в Токио» «Terror in Tokyo»                            | Зариновая атака в Токийском метро     |
| 20 марта 1995 года токийское метро было заражено опасным нервно-паралитическим газом зарин. К теракту оказалась причастна террористическая группировка «Аум Синрикё». В общей сложности погибли 13 человек и около 1050 человек получили ранения. |                                                               |                                       |

### Сезон 2 (2005)
| # | Название                                                   | Катастрофа                   |
| --- | ---------------------------------------------------------- | ---------------------------- |
| 1 | «Теракты на Бали» «The Bali Bombing»                       | Теракты на Бали              |
| 12 октября 2002 года террористы совершили теракт на Бали (Индонезия). 202 человека погибли, 209 получили ранения.                         |                                                            |                              |
| 2 | «Один от всей Америки» «One of America's Own»              | Теракт в Оклахома-Сити       |
| 19 апреля 1995 года 168 человек погибли, когда возле Федерального здания имени Альфреда П. Марра взорвался заминированный грузовик.       |                                                            |                              |
| 3 | «Гибель „Эстонии“» «The Sinking of the „Estonia“»          | Катастрофа парома «Эстония»  |
| 28 сентября 1994 года паром «Эстония» затонул по пути в Стокгольм. Погибли 852 человека.                                                  |                                                            |                              |
| 4 | «Кокаиновый король» «The King of Cocaine»                  | Убийство Пабло Эскобара      |
| 2 декабря 1993 года колумбийский наркобарон Пабло Эскобар и его помощник были захвачены в плен и убиты.                                   |                                                            |                              |
| 5 | «Захват Саддама» «Capturing Saddam»                        | Операция «Красный рассвет»   |
| 13 декабря 2003 года 5-й президент Ирака Саддам Хусейн был захвачен спецназом США. В декабре 2006 года он был повешен.                    |                                                            |                              |
| 6 | «Заговор против Папы Римского» «The Plot to Kill The Pope» | Покушение на Иоанна Павла II |
| 13 мая 1981 года член группировки «Серые волки» совершил покушение на Папу Римского Иоанна Павла II. Тот потерял 3 литра крови, но выжил. |                                                            |                              |

### Сезон 3 (2006)
.

.

.

| # | Название                                                          | Катастрофа                          |
| --- | ----------------------------------------------------------------- | ----------------------------------- |
| 1 | «Миссия невыполнима» «SAS Mission Impossible»                     | Операция «Баррас»                   |
| 10 сентября 2000 года члены партизанской организации «Парни с западного побережья» взяли в заложники британских солдат в Сьерра-Леоне. В результате операции по спасению около 56 человек были убиты, 12 получили ранения |                                                                   |                                     |
| 2 | «Падающая звезда — «Колумбия» «Falling Star — Columbia»           | Катастрофа шаттла «Колумбия»        |
| 1 февраля 2003 года космический челнок «Колумбия» рассыпался на части в небе над Техасом и Луизианой во время возвращения на Землю. Погибли все 7 членов экипажа |                                                                   |                                     |
| 3 | «Королевская бойня в Непале» «A Royal Massacre — Nepal»           | Убийство королевской семьи в Непале |
| 1 июня 2001 года кронпринц Дипендра убил 9 человек и ранил еще пятерых в резиденции непальских монархов. Затем попытался покончить с собой и умер через 3 дня в больнице |                                                                   |                                     |
| 4 | «Спасение заложников в Лиме» «Hostage Rescue in Lima»             | Захват японского посольства в Лиме  |
| 22 апреля 1997 года сотни высокопоставленных дипломатов, правительственных и военных должностных лиц, а также руководителей бизнеса были освобождены от рук 14 членов революционного движения «Тупак Амару» во время налета на посольство Японии в Лиме коммандос Перуанских ВС. Погибли 1 заложник, 2 коммандос и все боевики |                                                                   |                                     |
| 5 | «Перестрелка в Северном Голливуде» «The North Hollywood Shootout» | Перестрелка в Северном Голливуде    |
| 28 февраля 1997 года два хорошо вооруженных грабителя банков Ларри Филлипс и Эмиль Матасариану устроили перестрелку с более чем 300 офицерами полиции Лос-Анджелеса в Северном Голливуде. Оба грабителя были убиты, 11 сотрудников полиции и 7 гражданских лиц получили ранения, а также почти 2000 выстрелами, выпущенными грабителями и полицией, были повреждены или разрушены многочисленные транспортные средства и другое имущество. |                                                                   |                                     |
| 6 | «Перестрелка в Марселе» «Shoot-Out In Marseilles»                 | Рейс Air France 8969                |
| 26 декабря 1994 года члены Вооруженной исламской группировки угнали самолёт Air France в Алжире с целью уничтожить Эйфелеву башню. Когда самолёт достиг Марселя, в ситуацию вмешались группы GIGN, штурмовав самолёт и убив всех четырёх угонщиков. 3 пассажира были убиты угонщиками в Алжире, ещё 25 человек получили ранения во время освобождения.                                                                                     |                                                                   |                                     |